# Жинасервис
Жинасерви́с (фр. Ginasservis, окс. Ginacèrvias) — коммуна на юго-востоке Франции в регионе Прованс — Альпы — Лазурный берег, департамент Вар, округ Бриньоль, кантон Сен-Максимен-ла-Сент-Бом.
Площадь коммуны — 37,47 км², население — 1382 человека (2006) с выраженной тенденцией к росту: 1551 человек (2012), плотность населения — 41,0 чел/км².

## Население
Население коммуны в 2011 году составляло — 1523 человека, а в 2012 году — 1551 человек.
| 1962 | 1968 | 1975 | 1982 | 1990 | 1999 | 2006 | 2011 | 2012 |
| ---- | ---- | ---- | ---- | ---- | ---- | ---- | ---- | ---- |
| 511  | 612  | 643  | 779  | 911  | 984  | 1382 | 1523 | 1551 |

Динамика населения:

## Экономика
В 2010 году из 881 человек трудоспособного возраста (от 15 до 64 лет) 635 были экономически активными, 246 — неактивными (показатель активности 72,1%, в 1999 году — 60,6%). Из 635 активных трудоспособных жителей работали 563 человека (311 мужчин и 252 женщины), 72 числились безработными (28 мужчин и 44 женщины). Среди 246 трудоспособных неактивных граждан 55 были учениками либо студентами, 99 — пенсионерами, а ещё 92 — были неактивны в силу других причин.
На протяжении 2010 года в коммуне числилось 607 облагаемых налогом домохозяйств, в которых проживало 1489 человек. При этом медиана доходов составила 16 тысяч 862 евро на одного налогоплательщика.